# The Timberland Company
Timberland – amerykański producent obuwia oraz odzieży. Przedsiębiorstwo zostało założone w 1952 roku przez szewca Nathana Swartza. Firma opracowała technologię bezpośredniego wtapiania cholewki w podeszwę, dzięki czemu buty były w stu procentach wodoodporne. Należy do VF Corporation.
Przedstawicielem marki w Polsce jest firma Marketing Investment Group z siedzibą w Krakowie. W Polsce znajduje się 19 sklepów stacjonarnych (w tym 3 sklepy typu outlet).